# Neustadt an der Weinstraße
Neustadt an der Weinstraße er en by i den i den tyske delstat Rheinland-Pfalz med 53.506 indbyggere.
Neustadt ligger ca. 100 km. syd for Frankfurt am Main og 60 km. vest for Heidelberg.
Floden Speyerbach løber gennem byen, mens floden Rehbach har sit udspring her. Byen er sandsynligvis den største by med navn Neustadt, som er et meget brugt stednavn i Tyskland og Østrig. Navnet betyder «Ny by». Neustadt ligger mindre end en times køretur fra større byer som Mannheim, Ludwigshafen am Rhein, Heidelberg og Frankfurt.
Byen er en smuk, gammel by med en markedsplads omringet af gamle bindingsværkshuse. Neustadt er en af de varmeste byer i Tyskland og sommertemperaturer omkring 30-35 °C er almindelige. Hovederhverv i Neustadt er turisme og vin, som i resten af Pfalz.
Deutsche Weinstraße som er nævnt i navnet betyder «vinvejen». Flere byer ligger langs denne vej, hvor der bliver afholdt årlige vinfester.

## Bydele
Neustadt er opdelt i ti bydele: Diedesfeld, Duttweiler, Geinsheim, Gimmeldingen, Haardt, Hambach, Königsbach, Lachen-Speyerdorf, Mußbach, and Winzingen.